# Birmingham and Solihull Rugby Football Club
Maillots
 Birmingham & Solihull Rugby Football Club, est un club anglais de rugby à XV basé à Birmingham. Il joue actuellement en Midlands 2 Ouest (Est), c’est-à-dire au niveau régional amateur.
Le club est créé en 1989, puis disparaît en 2009. Le Birmingham & Solihull Rugby Club lui succède, avant que le Birmingham & Solihull Rugby Football Club soit reconstitué en 2018.

## Historique
Le Birmingham & Solihull Rugby Football Club est fondé en 1989. Il résulte de la fusion entre deux clubs préexistants : le Birmingham RFC et le Solihull RUFC.
Le plus grand exploit du club date de 2004, avec la victoire en quarts de finale de la Coupe d'Angleterre contre les London Wasps 28-24, alors que les Bees évoluaient en deuxième division et étaient cotés à 250 contre 1 chez les bookmakers.
Au cours de la saison 2009-2010, le club est liquidé à la suite de graves difficultés financières, alors qu'il évolue en Championship (deuxième division anglaise). Ainsi, le 22 octobre 2009, afin de perpétuer la pratique du rugby à XV, le Birmingham & Solihull Rugby Club est fondé et détenu par Chris Loughran. Il évolue au niveau semi-professionnel. Il joue sa dernière saison en 2018-2019 où il  termine quatorzième sur seize en National League 2 South (quatrième division).
Le 9 mai 2018, le Birmingham & Solihull Rugby Football Club est reconstitué  en prévision de la cessation des activités du Birmingham & Solihull Rugby Club à la fin de la saison 2018-2019. Il fait ses débuts au niveau amateur durant la saison 2019-2020, puis intègre la RFU (fédération anglaise de rugby à XV) à partir de la saison 2021-2022 où il évolue en en Midlands 5 South West (dixième division). Quelque temps après sa création, le club adopte le surnom de « Bees » (abeilles).

## Joueurs célèbres
Birmingham & Solihull a vu passer plusieurs internationaux :
- Hotili Asi
- Tom Beim
- Craig Chalmers
- Mark Cornwell
- Tom Court
- Casey Dunning
- Rob Hardwick
- Aisea Havilli
- Brodie Henderson
- Wacca Kazombiaze
- Ryan Lamb
- Hesse Fakatou
- Leo Halavatau
- Mark Linnett
- Rodney Mahe
- Akapusi Qera
- Tu Tamarua (Pacific Islanders)
- Kevin Tkachuk
- Marika Vakacegu

## Palmarès
- Vainqueur du Championnat d'Angleterre de troisième division en 2009